# العصر المذهب: حكاية اليوم
العصر المُذهّب: حكاية اليوم، هي رواية لمارك توين وتشارلز دودلي وارنر نُشرت لأول مرة في عام 1873. تنتقد الرواية الجشع والفساد السياسي في أمريكا خلال فترة ما بعد الحرب الأهلية. تجاوز عدد طبعات الرواية مئة طبعة منذ صدورها لأول مرة على الرغم من اعتبارها إحدى الأعمال الأقل شهرةً لتوين. خطط توين ووارنر في بادئ الأمر لإصدار الرواية مع الرسوم التوضيحية لتوماس ناست. تميّز هذا الكتاب لسببين –تمثل هذه الرواية التعاون الوحيد لتوين في المجال الروائي مع غيره من الكُتّاب، وسرعان ما أصبح عنوانها مرادفًا للكسب غير المشروع، والمادية، والفساد في الحياة العامة. أعطت الرواية هذه الفترة اسمها: يُشار إلى فترة التاريخ الأمريكي من سبعينيات القرن التاسع عشر وحتى عام 1900 باسم العصر المذهب.

## ملخص الحبكة
يُشتق مصطلح العصر المذهب، الذي أصبح اسمًا لتلك الفترة، من عنوان هذا الكتاب. حصل توين ووارنر على الاسم من مسرحية الملك جون لشكسبير (1595): «يُعتبر تذهيب الذهب المكرر، وطلاء الزنبق ... تبذيرًا وأمرًا مثيرًا للسخرية». (الفصل الرابع، المشهد الثاني). تُعدّ عملية تذهيب الذهب، والتي تتضمن وضع الذهب فوق الذهب، عمليةً باهظةً ومبذّرةً، وهما سمتان اقترنتا بالفترة التي كتب عنها توين وتورنر روايتهما. يُظهر التفسير الآخر للعنوان، التناقض بين «العصر الذهبي» المثالي و «العصر المذهب» الأقل قيمة، لأن التذهيب ليس سوى طبقة رقيقة من الذهب فوق المعدن الأساسي، وبالتالي يحمل العنوان الآن في طياته الازدراء تجاه زمن الرواية، وأحداثها وشخصياتها.
تسلط الرواية الضوء على جهود أسرة ريفية فقيرة في سبيل صنع الثروة عن طريق بيع 75000 فدان (300 كم مربع) من الأراضي المفتقرة للتنمية والمملوكة من قبل بطريركها، سيلاس «سي» هاوكينز. تفشل الأسرة في بيع الأرض ويموت سي هاوكينز بعد عدة مغامرات في ولاية تينيسي. يركز ما تبقى من مسيرة هاوكينز في الرواية على لورا، الابنة الجميلة المتبناة من قبل العائلة. سافرت لورا إلى واشنطن العاصمة في أوائل سبعينيات القرن التاسع عشر لتنضم إلى جماعة ممارسة الضغط. تندمج لورا في المجتمع بمساعدة أحد أعضاء مجلس الشيوخ وتحاول إقناع أعضاء الكونغرس بمطالبة الحكومة الفيدرالية بشراء الأرض.
تتعلق قصة موازية كتبها وارنر بشابين من الطبقة الراقية، هما فيليب ستيرلنج وهنري بريلي، اللذين يبحثان عن نصيبهما من الثروة في الأرض بطريقة جديدة. يذهب الشابان في رحلة مع مجموعة تهدف إلى مسح الأراضي في ولاية تينيسي من أجل الحصول عليها للمضاربة. كان فيليب حسن المحيا لكنه كان مضجرًا في المقابل. وقع في غرام روث بولتون، طبيبة طموحة ونسوية. كان هنري رجل مبيعات بارعًا، جذابًا لكنه سطحي.
تتمحور الرواية حول انتشار شهوة الثراء من خلال مضاربات الأراضي في المجتمع، والتي جسدها كل من هاوكينز ووالد روث المثقف، والذي لم يردعه تعليمه الجيد من التورط بصورة جلية في مخططات صنع المال المريبة.
كتب توين فصول هاوكينز، متضمنةً العديد من الرسومات الفكاهية. ومن الأمثلة على ذلك كان سباق القوارب البخارية الذي أدى إلى تحطم السفينة (الفصل الرابع) ولهو لورا مع أحد الموظفين في متجر لبيع الكتب في واشنطن (الفصل السادس والثلاثون). من الجدير بالذكر أيضًا الوجود الهزلي للعقيد بيريا سيلرز في شتّى أنحاء الكتاب، الذي اتسم بالتفاؤل المصحوب بالإفلاس الدائم، وهو شخصية شبيهة بشخصية ميكاوبر. سُميت الشخصية باسم ايسكول سيلرز في الطبعة الأولى وغُيّر بعدها إلى بيريا بعد اعتراض شخص حقيقي يُدعى جورج ايسكول سيلرز من فيلادلفيا على التسمية. ظهر بعدها أحد الأشخاص الحقيقيين أيضًا باسم بيريا سيلرز، ما دفع توين إلى استخدام اسم ملبيري سيلرز في رواية المدعي الأمريكي. رُسمت شخصية سيلرز على غرار جيمس لامبتون، أحد أقرباء توين من عائلة أمه، ونلاحظ محاكاة حبكة شراء الأراضي مع قيام والد توين بشراء قطعة أرض في تينيسي والتي بقي بيعها رهن الاحتمال، وكتب توين في سيرته الذاتية «ظللنا نأمل ونأمل، خلال 40 عامًا، وتركنا في النهاية».
تجري الأحداث الرئيسية للقصة في واشنطن العاصمة، ساخرةً من جشع وفساد الطبقة الحاكمة. ينتقد توين الذرائع الاجتماعية لمحدثي النعمة. تضمنت قائمة زوّار لورا في واشنطن «السيدة باتريك أوريل (تُلفظ أو-ريليه)»، وهي زوجة «رجل فرنسي ثري من كورك»، ما يشير إلى تغيير عائلة أورايلي اسمها الأخير لإخفاء أصولها الأيرلندية.
لا يتطرق الكتاب إلى موضوعات أخرى مرتبطة الآن «بـالعصر المذهب»، مثل التحول الصناعي والاحتكارات وفساد الآلات السياسية الحضرية. من الممكن أن يُعزى ذلك إلى كتابة الرواية في بداية الفترة.
في النهاية، تفشل لورا في إقناع الكونغرس بشراء أرض هاوكينز. تُقدم على قتل عشيقها المتزوج ولكن لا تُثبت إدانتها بارتكاب الجريمة نتيجة حصولها على مساعدة هيئة المحلفين المتعاطفة مع وجود محام بارع إلى جانبها. على أي حال، تحطمت معنوياتها بعد محاولة فاشلة للدخول في مجال إلقاء المحاضرات، وتموت آسفةً على خسارتها ثوب البراءة الذي ارتدته في البداية. يتخلّى واشنطن هاوكينز، الابن البكر الذي جرفته الحياة بعد وعد والده سابقًا بأنه سيغدو «أحد أغنى الرجال في العالم» عن ملكية العائلة لقطعة الأرض التي لم تُحسّن بعد نتيجة عدم قدرته على دفع الضرائب البالغة 180 دولارًا. يبدو جاهزًا للتغلب على سلبيته: «كُسرت التعويذة، وانتهت لعنة استمرت مدى الحياة!». يكتشف فيليب، اعتمادًا على مهاراته الهندسية، وجود الفحم في أرض السيد بولتون، ويتمكن من الظفر بقلب روث بولتون سائرًا نحو قدره بالاستمتاع بزواج تقليدي سعيد ومزدهر. يتابع كل من هنري وسيلرز بشكل افتراضي حياتهما بالاعتماد على فطنتهما بينما يدفع الآخرون فواتيرهم.